# 尼日尔河
尼日尔河（英語：Niger River）是西非最大的河流，发源于几内亚南部边境的富塔贾隆高原，曲折流向东北，在马里东部折向东南，再流经尼日尔和尼日利亚注入几内亚湾。
長4,184公里（全球第十三，非洲第三），流域面積2,090,000平方公里（非洲第三），重要支流有贝努埃河（Benue R）、巴尼河（Bani R）等；在中游及下游各沖積出一個三角洲，河口三角洲面积约为3.6万平方公里；水量季节变化大，夏秋雨季时廷巴克图以上的沼泽和支流等可汇聚成大湖；上中游多急湍浅滩。
下游河段因為盛產油棕櫚，而稱為油河。

## 名稱來源
於西非早期的歷史中，尼日河曾有許多名稱，河流源頭地區的居民稱之為「乔里巴」（法語：Djioliba），意為大量的血液:8；而上游地區的曼德人則稱之為「巴巴」（baba），意即河流之王；中游地區的哲尔马人則稱之為「伊萨·贝里」，意為偉大的河流；於約魯巴語則稱尼日河為「Oya」。
今日所稱的「尼日」一詞，其來源也眾說紛紜，可能源自原先稱呼中游某段的名稱，但另一個較可能說法則為簡化自圖瓦雷克人的「埃格留·奈格留」（eguerewn'eguerew），擷取後段後變為n'eguerew，再簡化成Niger。

## 地理
尼日河的源頭為古老的岩石，河裡的淤泥相對較少，沉積物量僅為尼羅河的10%。如同尼羅河一般，每年皆發生洪水，汛期於9月開始，11月達到高峰，在翌年5月結束。
而尼日河有相當特殊的內尼日三角洲，該地區的坡度較為平緩，內尼日三角洲多辮狀河、沼澤、湖泊及濕地，面積約等同比利時，每年的洪水則利於漁業及農業發展。
尼日河從幾內亞入馬利的水量約每年40立方千米，因蒸發及滲流，而至中游河段，尼日進入奈及利亞的水量約每年36立方公里；於塞古及廷巴克圖間，由於蒸發及滲流旺盛，而流失了近三分之二的水流，估計一年流失31立方公里的水量，但每年流失量仍有變動。

## 河流分段
尼日河大致上可分為上、中、下游三段：

### 上游段
上游段為源頭至庫利科羅，長820公里，該河段也稱為焦利巴河，在曼丁哥语意为「大河」，最初流經海拔800～1000公尺的山地和高原，沿途許多支流匯入，至巴馬科河寬擴展至1.2公里，經巴馬科後穿越砂岩山地，入海拔300～500公尺的平原。上游段水利資源豐富、水流湍急，以索土巴急流段最著名。此區段年降水量1500～2000毫米。庫利科羅測站的年平均流量1550立方公尺/秒，8至10月為汛期，2至5月為枯水期。

### 中游段
中游段為庫利科羅至傑巴，長2390公里，亦稱為马约巴里奥河和伊萨埃伊纶河，流經馬利西部沖積平原、北部沙漠區及奈及利亞北部平原，中游段多數地區蒸發旺盛，雖有巴尼河注入，但幹流的流量仍略為減少，尼亞美測得的年平均流量為1020立方公尺/秒，較上游減少三分之一。中游段河段有許多寬灘及湖沼地帶，而有「內陸三角洲」之稱，馬西納以上河段為寬數公里的河漫灘，地勢平坦，已開墾大量農田，為馬利的糧倉，於桑桑丁建有水利樞紐工程，稱為「死三角洲」；馬西納以下河段地勢較低窪，多湖泊、沼澤，至汛期時，經常氾濫，不利於交通但有助於漁業，該河段則有「活三角洲」之稱。

### 下游段
下游段為傑巴至河口，長950公里，又稱為下尼日河、科瓦拉河、卡瓦拉河或夸拉河，流域範圍為奈及利亞及喀麥隆部分地區，降雨量由傑巴至河口漸增，洛科賈為尼日河最大支流貝努埃河的匯入處，會合處年平均流量約6100立方公尺/秒，河口年平均流量為6340立方公尺/秒。下游段有兩次洪水期，分別為9～10月的主洪水期及2～4月的次洪峰期，次洪峰來自中游的洪水而發生。

## 探索歷史

希羅多德所認知的世界地圖

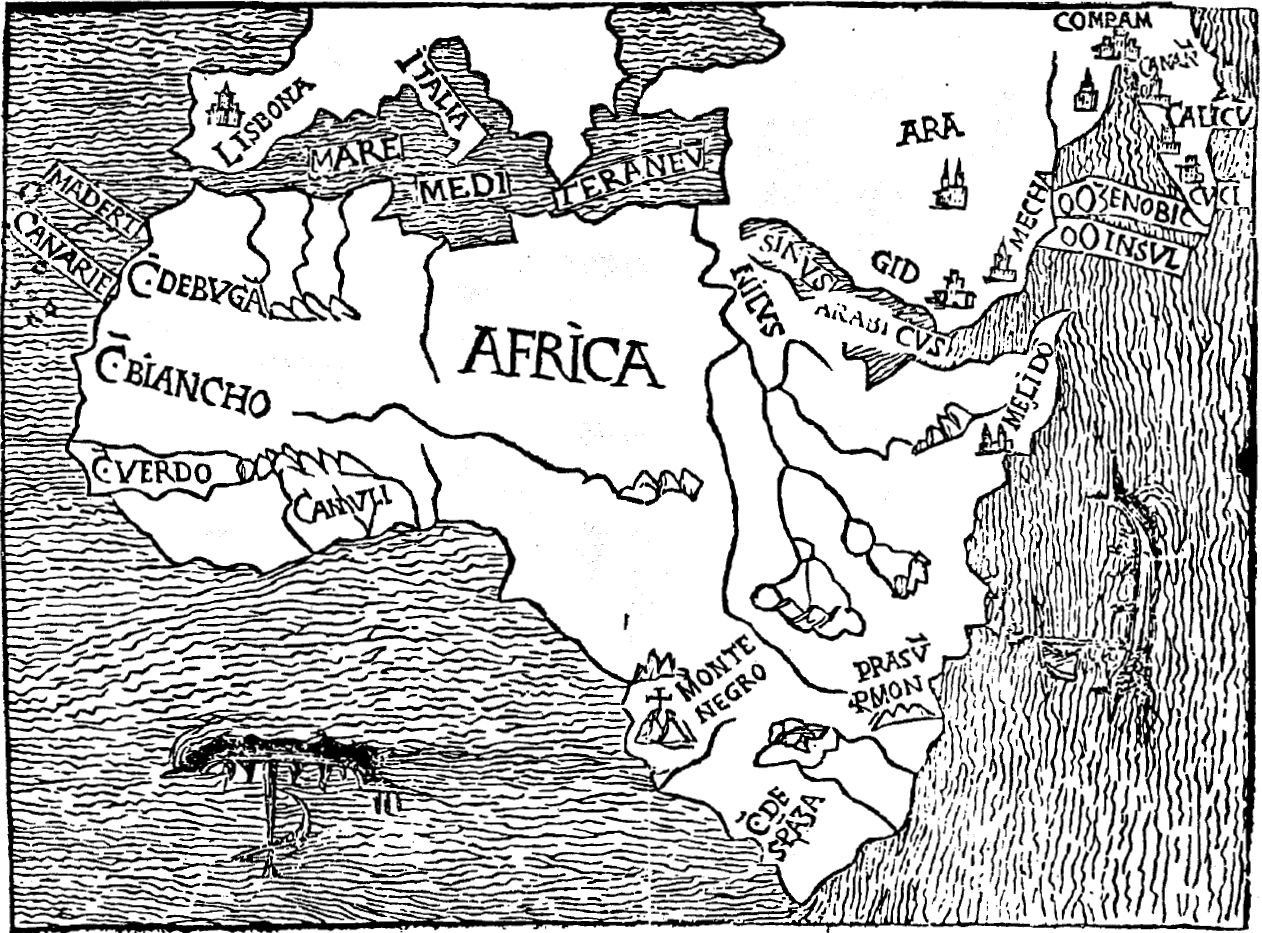
1508年葡萄牙繪製的非洲地圖，繪出非洲的主要河流，但尼日河的源頭及內陸三角洲仍無法詳細說明。

於18世紀前，尼日河一般認為為當地人所認識，然而世界其他地方的人民對其認知仍相當少，古羅馬的老普林尼認為鄰近廷巴克圖的河流為尼羅河的一部份，伊本·巴圖塔也有相近得看法；而早期的歐洲探險家則認為其向西流注入塞內加爾河。
至18世紀末，歐洲人才開始有系統的探索，尋找尼日河的源頭、流向和河口，探險初期並非十分成功。非洲協會於1788年進行第一次探索，1795年蘇格蘭探險家蒙戈·帕克由甘比亞沿陸路達尼日河畔的塞古，至1796年7月，確認河是向東流的，其被認為是第一個探索尼日河的歐洲人。至1805年受英國政府之託，再次探查尼日河，但探險隊於布薩（Bussa，現被卡因吉湖所覆蓋）因湍流而溺死。蘇格蘭探險家亞歷山大·戈登·萊恩於1822年確定了河的源頭，但因當地土人阻撓而未能抵源頭。1830年，英國探險家理察·蘭德和约翰·蘭德乘小筏子從姚里（Yauri，現也卡因吉湖所覆蓋）沿尼日河而下，經農河至大西洋確定了尼日河下游。有兩位德國探險家海因里希·巴斯和爱德华·罗伯特·弗莱格尔於19世紀下半葉在分別的航行中，確定了貝努埃河為尼日河的支流。

## 開發利用

### 航運
尼日河於西非河運交通占重要地位，有75%的航道可供通航，河口至奧尼查河段可全年通航，長約350公里；奧尼查至洛科賈則於6月至隔年3月可供航行；洛科賈至傑巴僅10月至11月中旬可通航；傑巴以上河段只能通行小船。奈及利亞政府於2009年9月進行巴羅至瓦里河段的清淤，以利於大西洋的船隻可深入尼日河運輸貨品，清淤工程約6至8個月可完成，但已距政府首次提出清淤計畫43年之久。

### 水力發電及水利
尼日河水力蘊藏量約3000萬千瓦，以奈及利亞卡因吉大壩為尼日河上最大的水利工程，另有馬利的馬爾卡拉大壩及索土巴大壩、奈及利亞的杰巴大壩及希羅羅大壩。奈及利亞自1960年代起建設大規模的灌溉系統，以索科托河、卡杜納河、貝努埃河成效最大。

### 跨河交通
在庫魯薩和傑巴見有跨河鐵路橋，在塞古、加奧、馬朗維爾、卡因吉、傑巴、洛科賈和奧尼查建有跨尼日河主流的公路橋，支流貝努埃河則於馬庫爾迪、努曼和約拉三處建公路橋。

## 河流管理

尼日河流域管理局成員國

尼日河由貝南、布吉納法索、喀麥隆、查德、象牙海岸、幾內亞、馬利、尼日及奈及利亞9國組成的尼日河流域管理局所管理，然包括尼日河流域的阿爾及利亞並未加入該管理局，該機構總部設於尼亞美，官方語言為英語及法語。

## 支流
尼日河有相當多支流注入，於幾內亞境內，有尼安丹河（Niandan River）、廷基索河、米洛河等河流匯入，桑卡拉尼河、巴戈埃河、巴尼河則於馬利境內注入幹流，貝南境內有索塔河注入，索科托河、卡杜納河、貝努埃河、阿南布拉河在奈及利亞注入，於尼日河三角洲分成福卡多斯河及農河兩大分支。

## 水文狀況
馬朗維爾測站測得的尼日河流量(立方米/秒)
（1952年至1992年間資料）

## 相關圖片

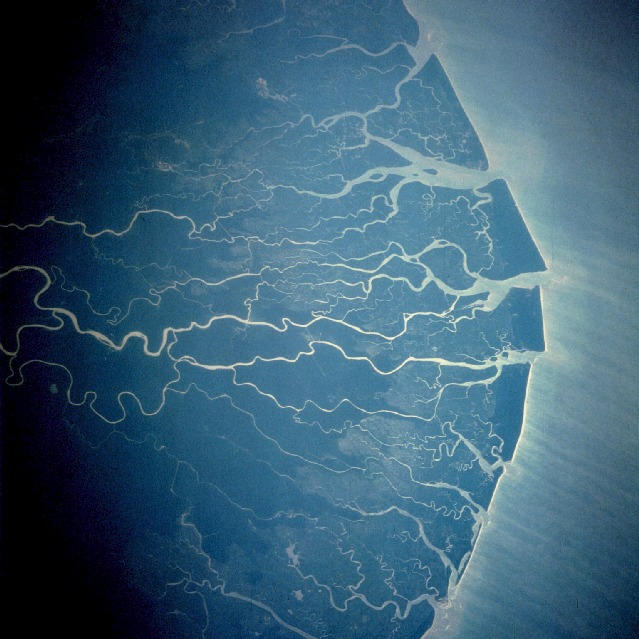
尼日尔河下游三角洲
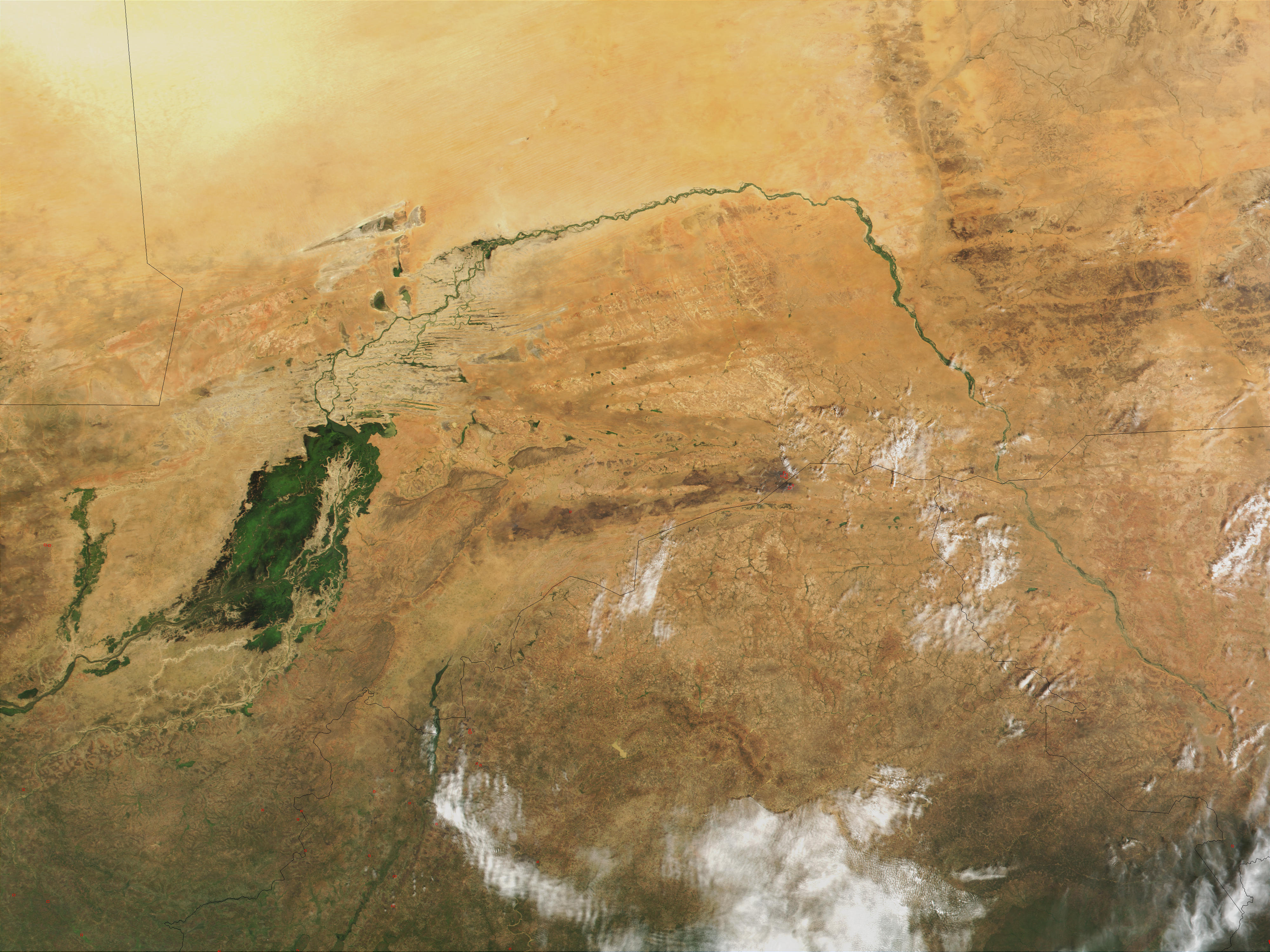
卫星图
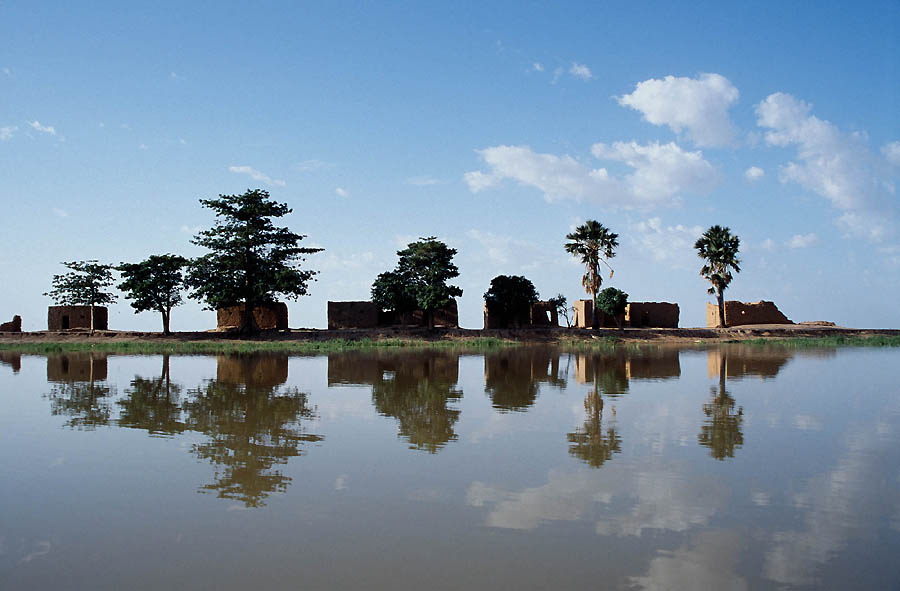
尼日尔河中的小岛（马里）

## 外部連結
- （英文）尼日河流域地圖及訊息

### 相關圖片
- 尼日河相關照片